# Громовичский сельсовет
Громовичский сельсовет (бел. Грамоўскі сельсавет) — упразднённая административно-территориальная единица в состав Полоцкого района Витебской области.

## История

### I этап
Создан 20 августа 1924 года в составе Полоцкого района Полоцкого округа БССР. Центр — деревня Громы. 26 июля 1930 года — в Полоцком районе БССР, с 21 июня 1935 года — Полоцкого округа, с 20 февраля 1938 года — Витебской области, с 20 сентября 1944 года — Полоцкой области, с 8 января 1954 года — Витебской области. 16 июля 1954 года был упразднён, а его территория вошла в состав новообразованного Захарничского сельсовета.

### II этап
20 мая 1960 года в состав Тросничского сельсовета переданы 14 населённых пунктов упразднённого Захарничского сельсовета (Бараново, Баяновщина, Боровуха-2, Боровуха-3, Дрозды, Дом инвалидов, Захарничи, Пагиршчина, Позняково, посёлок Полоцкого лесхоза, Сковородино, Спас-Слобода, Черняшчина и Янково) и 6 населённых пунктов Полотовского сельсовета (Гирсино, Глушонки, Жихари, Замхи, Шуматёнки и Юровичи), в состав Полотовского сельсовета переданы 2 населённых пунктов (Орлово и Спасское), центр сельсовета был перенесён в деревню Секеровщина, а сельсовет переименован в Громовский. 17 июля 1964 года в состав новосозданного Юровичского сельсовета переданы 8 населённых пунктов (деревни Жихари, Замхи, Позняково, Сковородино, Шуматёнки, Юровичи и Янково). 12 ноября 1964 года центр Громовичского сельсовета перенесён в деревню Солоники. 7 июня 1968 года сельсовет переименован в Солоникский.